# Episimus sanjoseanus
Episimus sanjoseanus is een vlinder uit de familie van de bladrollers (Tortricidae). De wetenschappelijke naam van de soort is voor het eerst gepubliceerd in 2008 door Józef Razowski en John Wesley Brown.
De voorvleugellengte bedraagt 6 millimeter.
De soort komt voor in Costa Rica tussen 250 en 700 meter hoogte.